# デイヴ・バーンズ
デイヴ・バーンズ（英語: Dave Barnes、1978年6月20日 - ）は、アメリカ合衆国の音楽家、歌手、ソングライター。

## 生い立ち
1978年6月20日、アメリカ合衆国のサウスカロライナ州・に生まれる。

## ディスコグラフィー

### アルバム
- 『little fist big hurt』（2000年）
- 『Brother, Bring the Sun』（2004年）
- 『Chasing Mississippi』（2006年）
- 『Me and You and the World』（2008年）[3][4]
- 『What We Want, What We Get』（2010年）[5]
- 『Stories to Tell』（2012年）
- 『Golden Days』（2014年）[6]
- 『Carry On, San Vicente』（2016年）
- 『Who Knew It Would Be So Hard To By Myself』（2018年）
- 『Dreaming in Electric Blue』（2020年）[7][8]
- 『Notes from Paris』（2021年）
- 『Featherbrained Wealth Motel』（2023年）

### シングル
- 「Crazybouyta」（2004年）
- 「Grace's Amazing Hands」（2004年）
- 「Miles to Go」（2006年）
- 「Everybody But You」（2006年）
- 「Until You」（2008年）
- 「Brothers & Sisters」（2008年）
- 「Good World Gone Bad」（2008年）
- 「Nothing Else」（2009年）
- 「Since You Said I Do」（2009年）
- 「Loving You, Loving Me」（2009年）
- 「God Gave Me You」（2010年）
- 「Little Lies」（2010年）
- 「Look So Easy」（2010年）
- 「Family Tree」（2010年）
- 「I Pray on Christmas」（2010年）
- 「Christmas Tonight」（2010年）
- 「The Christmas Song」（2011年）
- 「What I Need」（2011年）
- 「Hey Now」（2012年）
- 「White Flag」（2012年）
- 「Love Will Be Enough For Us」（2012年）
- 「Good」（2013年）
- 「Somehow Saving You」（2014年）
- 「Dreaming in Electric Blue」（2020年）
- 「Sorry's So Hard To Say (Remix)」（2020年）
- 「Love Somebody (Josh Kerr Remix)」（2020年）
- 「Sing Me Home」（2020年）
- 「We're Gonna Miss These Days」（2020年）
- 「You to Me」（2020年）
- 「Go Tell it on the Mountain」（2020年）
- 「My Love Will Follow You」（2021年）
- 「Only Good Will Come of This」（2021年）
- 「Everytime She Falls in Love」（2021年）
- 「The Lord Ain't Let Me Down Lately」（2021年）
- 「June」（2021年）
- 「Christmas Back Home」（2021年）
- 「Sunshine」（2023年）
- 「Hayley With a Heart」（2023年）
- 「Yearslong」（2023年）
- 「Better Woman」（2024年）